# Nidovirales
Ordre
Sous-ordres de rang inférieur
- Abnidovirineae (en)
- Arnidovirineae
- Cornidovirineae
- Mesnidovirineae (en)
- Monidovirineae (en)
- Ronidovirineae (en)
- Tornidovirineae (en)

Les Nidovirales sont un ordre de virus à ARN monocaténaire de sens positif (groupe IV de la classification Baltimore). Ces virus tirent leur nom du fait qu'ils produisent un ensemble d'ARN messagers sous-génomiques imbriqués du côté de l'extrémité 3' lors de l'infection.
Les virus de cet ordre expriment leurs protéines structurelles séparément de leurs protéines non structurelles. Les protéines structurelles sont codées du côté 3’ et sont exprimées à travers un ensemble d'ARN sous-génomiques. Ces virus codent une protéase principale avec une à trois protéases accessoires qui interviennent essentiellement dans l'expression du gène de l'ARN polymérase ARN-dépendante. Ces protéases sont responsables de l'activation ou de l'inactivation de protéines spécifiques au moment adéquat au cours du cycle de vie du virus afin d'assurer la bonne réplication du virus.
On a identifié de nombreuses protéines dans le génome des Nidovirales mais leur fonction reste souvent à déterminer. Il est possible que d'autres enzymes soient présentes dans ce génome, comme des protéases de type papaïne, des enzymes de liaison de l'ADP-ribose ou du poly(ADP-ribose), l'ADP-ribose-1''-phosphate phosphatase ou encore la nucléotide cyclique phosphodiestérase.
La plupart des ARN sous-génomiques des nidovirus ont une séquence 5’ dérivée de celle de l'ARN du génome viral. 
C'est donc le cas pour la famille des coronavirus qui ont un génome très long, jusqu'à 31,3 kilobases pour le virus de l'hépatite murine (MHV), longueur permise par un mécanisme de correction des erreurs de transcription par exoribonucléase.

## Référence biologique
- (en) ICTV : Nidovirales  (consulté le 5 février 2021)